# Saison 2018 de l'équipe cycliste Quick-Step Floors
La saison 2018 de l'équipe cycliste Quick-Step Floors est la seizième de cette équipe.

## Préparation de la saison 2018

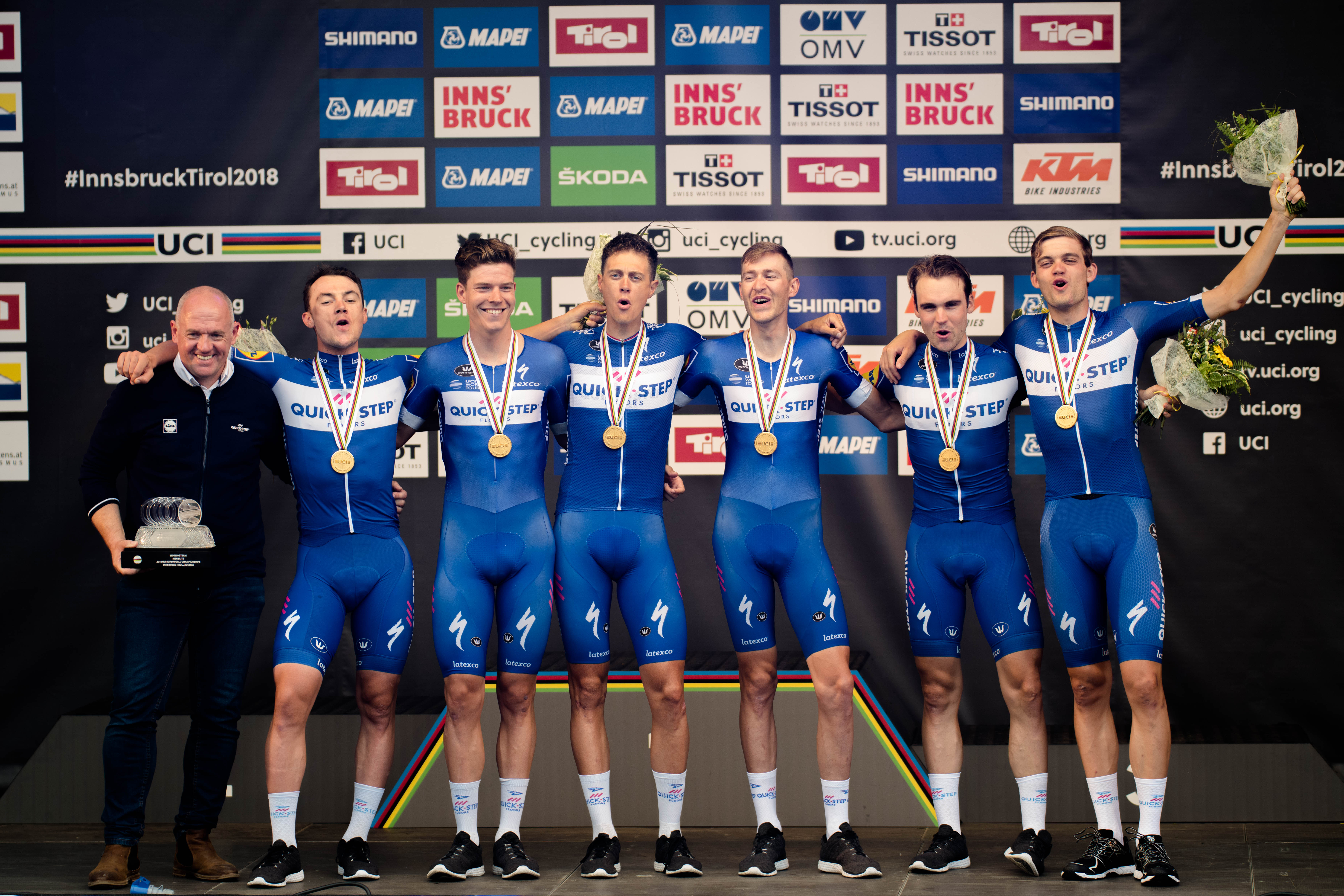
Kasper Asgreen, Laurens De Plus, Bob Jungels, Yves Lampaert, Maximilian Schachmann et Niki Terpstra de l'équipe Quick-Step Floors.

### Sponsors et financement de l'équipe
L'équipe Quick-Step Floors appartient l'homme d'affaires tchèque Zdeněk Bakala depuis 2011 via la société Decolef,,. Elle porte le nom de la marque de parquets et revêtements de sol Quick-Step, sponsor de l'équipe depuis sa création en 2003 et sponsor-titre de 2008 à 2011 et depuis 2017,.

### Arrivées et départs
À l'aube de la saison 2018, Patrick Lefevere se retrouve avec 25 coureurs en fin de contrat, dont l'ensemble des leaders de l'équipe. Il obtient néanmoins début août les prolongations d'importants coureurs : Bob Jungels, Fernando Gaviria, Julian Alaphilippe et Philippe Gilbert.
Les deux premières recrues sont deux anciens membres de l'équipe réserve de l'équipe cycliste Quick-Step Floors : Jhonatan Narváez lors de la saison 2016 chez Klein Constantia et Florian Sénéchal lors de la saison 2013 chez Etixx-iHNed.
Au niveau des départs, outre la retraite de Tom Boonen après son dernier Paris-Roubaix, Matteo Trentin quitte l'équipe début août afin d'obtenir un rôle plus importants sur les classiques flandriennes.
| Arrivées         | Équipe 2017         |
| ---------------- | ------------------- |
| Álvaro Hodeg     | Coldeportes-Zenú    |
| Fabio Jakobsen   | SEG Racing Academy  |
| James Knox       | Wiggins             |
| Michael Mørkøv   | Katusha-Alpecin     |
| Jhonatan Narváez | Axeon-Hagens Berman |
| Florian Sénéchal | Cofidis             |
| Elia Viviani     | Sky                 |

| Départs            | Équipe 2018     |
| ------------------ | --------------- |
| Jack Bauer         | Orica-Scott     |
| Tom Boonen         | Retraite        |
| Gianluca Brambilla | Trek-Segafredo  |
| David de la Cruz   | Sky             |
| Marcel Kittel      | Katusha-Alpecin |
| Daniel Martin      | UAE Emirates    |
| Matteo Trentin     | Orica-Scott     |
| Martin Velits      | Retraite        |
| Julien Vermote     | Dimension Data  |

### Objectifs
Comme lors des années précédentes, l'équipe cycliste Quick-Step Floors a pour objectif de briller sur tous les terrains, tout en remportant le plus de victoires possibles.
Julian Alaphilippe cherchera à briller sur les classiques ardennaises, après une saison gâchée par une blessure au genou, et sur certaines courses par étapes d'une semaine comme lors du Paris-Nice précédent. Il y sera accompagné par Philippe Gilbert, vainqueur de l'Amstel Gold Race et du Tour des Flandres la saison dernière. De plus, le Belge tentera de remporter les deux « Monuments » manquants à son palmarès : Paris-Roubaix et Milan-San Remo.
Le sprinter colombien Fernando Gaviria aura pour charge de remporter un maximum de bouquets, à la fois sur les grands tours comme lors du Tour d'Italie mais aussi sur les classiques qui lui correspondent.
Bob Jungels, quant à lui, aura pour objectif de réaliser de bons classements sur les courses par étapes et les grands tours.

## Coureurs et encadrement technique

### Effectif
| Cycliste              | Date de naissance | Nationalité | Équipe 2017         |  |
| --------------------- | ----------------- | ----------- | ------------------- |  |
| Julian Alaphilippe    | 11 juin 1992      | France      | Quick-Step Floors   |  |
| Kasper Asgreen        | 8 février 1995    | Danemark    | Veloconcept         |  |
| Eros Capecchi         | 13 juin 1986      | Italie      | Quick-Step Floors   |  |
| Rémi Cavagna          | 10 août 1995      | France      | Quick-Step Floors   |  |
| Laurens De Plus       | 4 septembre 1995  | Belgique    | Quick-Step Floors   |  |
| Tim Declercq          | 21 mars 1989      | Belgique    | Quick-Step Floors   |  |
| Dries Devenyns        | 22 juillet 1983   | Belgique    | Quick-Step Floors   |  |
| Fernando Gaviria      | 19 août 1994      | Colombie    | Quick-Step Floors   |  |
| Philippe Gilbert      | 5 juillet 1982    | Belgique    | Quick-Step Floors   |  |
| Álvaro Hodeg          | 16 septembre 1996 | Colombie    | Coldeportes-Zenú    |  |
| Fabio Jakobsen        | 31 août 1996      | Pays-Bas    | SEG Racing Academy  |  |
| Bob Jungels           | 22 septembre 1992 | Luxembourg  | Quick-Step Floors   |  |
| Iljo Keisse           | 21 décembre 1982  | Belgique    | Quick-Step Floors   |  |
| James Knox            | 4 novembre 1995   | Royaume-Uni | Wiggins             |  |
| Yves Lampaert         | 10 avril 1991     | Belgique    | Quick-Step Floors   |  |
| Davide Martinelli     | 31 mai 1993       | Italie      | Quick-Step Floors   |  |
| Enric Mas             | 1er juillet 1995  | Espagne     | Quick-Step Floors   |  |
| Michael Mørkøv        | 30 avril 1985     | Danemark    | Katusha-Alpecin     |  |
| Jhonatan Narváez      | 4 mars 1997       | Équateur    | Axeon-Hagens Berman |  |
| Maximiliano Richeze   | 7 mars 1983       | Argentine   | Quick-Step Floors   |  |
| Fabio Sabatini        | 18 février 1985   | Italie      | Quick-Step Floors   |  |
| Maximilian Schachmann | 9 janvier 1994    | Allemagne   | Quick-Step Floors   |  |
| Florian Sénéchal      | 10 juillet 1993   | France      | Cofidis             |  |
| Pieter Serry          | 21 novembre 1988  | Belgique    | Quick-Step Floors   |  |
| Zdeněk Štybar         | 11 décembre 1985  | Tchéquie    | Quick-Step Floors   |  |
| Niki Terpstra         | 18 mai 1984       | Pays-Bas    | Quick-Step Floors   |  |
| Petr Vakoč            | 11 juillet 1992   | Tchéquie    | Quick-Step Floors   |  |
| Elia Viviani          | 7 février 1989    | Italie      | Sky                 |  |

- Stagiaires

À partir du 1er août 2018
| Coureur               | Date de naissance | Nationalité | Équipe                     |
| --------------------- | ----------------- | ----------- | -------------------------- |
| Mikkel Frølich Honoré | 21-01-1997        | Danemark    | Virtu Cycling              |
| Barnabás Peák         | 29-11-1998        | Hongrie     | Centre mondial du cyclisme |

### Encadrement
L'équipe Quick-Step Floors a pour directeur général Patrick Lefevere, à la tête de l'équipe depuis sa création. Six directeurs sportifs encadrent les coureurs : Davide Bramati, Brian Holm, Wilfried Peeters, Tom Steels, Rik Van Slycke et Geert Van Bondt.

## Bilan de la saison

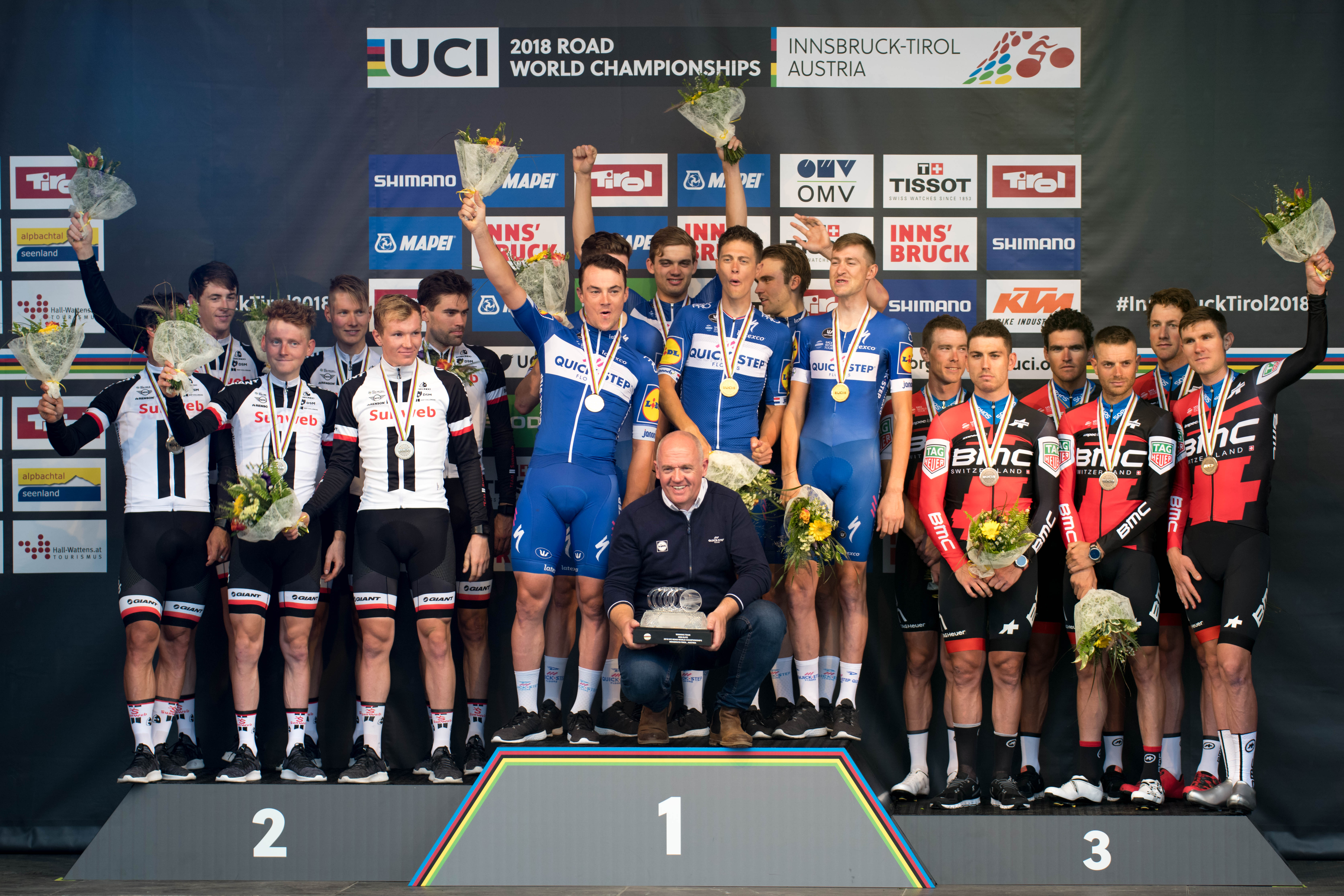
L'équipe Quick-Step Floors championne du contre-la-montre par équipe

Avec 73 victoires, Quick-Step Floors est l'équipe ayant le plus gagné durant cette saison, pour la septième année consécutive. Elle bat son record de 2014 (61 victoires) ainsi que, parmi les équipes dirigées par Patrick Lefevere, celui de Mapei-Quick Step en 2000 avec 71 victoires. C'est le meilleur total d'une équipe au cours d'une saison depuis HTC-Columbia en 2009, avec 84 victoires. L'équipe a gagné dès le début de la saison, au Tour Down Under en Australie en janvier, jusqu'à la dernière course, le Tour de Guangxi en Chine en octobre. À plusieurs reprises, elle a obtenu des victoires lors de courses ayant lieu simultanément. Elle s'est illustrée tant sur les classiques, avec notamment les victoires au Tour des Flandres et sur Liège-Bastogne-Liège, que sur les trois grands tours, avec treize victoires d'étapes. L'équipe a notamment effectué un printemps remarquable, enchaînant les succès sur les classiques belges : Samyn, Museeuw Classic, Nokere Koerse, Handzame Classic, Trois Jours de La Panne, Grand Prix E3, Tour des Flandres, Grand Prix de l'Escaut, Flèche wallonne et Liège-Bastogne-Liège.
Sur les 28 coureurs de l'équipe (hors stagiaires), quatorze ont gagné au moins une fois durant l'année, auxquels s'ajoutent cinq coureurs ayant contribué aux victoires lors de courses par équipes. Cette réussite est d'autant plus remarquable que l'équipe a perdu des coureurs important durant l'intersaison (Tom Boonen, Marcel Kittel, Matteo Trentin, Daniel Martin). Les coureurs les plus prolifiques de l'équipe durant cette saison sont les sprinteurs Elia Viviani et Fernando Gaviria qui, avec respectivement 18 et 9 victoires, sont parvenus à remplacer Kittel, et Julian Alaphilippe, avec 12 victoires auxquelles il faut ajouter le maillot à pois du Tour de France. 
Trente-sept des 73 succès ont été acquis lors de courses du calendrier World Tour. Quick-Step Floors en remporte le classement par équipes.

### Victoires
| Date         | Course                                                   | Pays                | Classe | Vainqueur             |
| ------------ | -------------------------------------------------------- | ------------------- | ------ | --------------------- |
| 18 janv.     | 3e étape du Tour Down Under                              | Australie           | 2.UWT  | Elia Viviani          |
| 21 janv.     | 1re étape du Tour de San Juan                            | Argentine           | 2.1    | Fernando Gaviria      |
| 24 janv.     | 4e étape du Tour de San Juan                             | Argentine           | 2.1    | Maximiliano Richeze   |
| 6 fév.       | 1re étape de Colombia Oro y Paz                          | Colombie            | 2.1    | Fernando Gaviria      |
| 7 fév.       | 2e étape du Dubaï Tour                                   | Émirats arabes unis | 2.HC   | Elia Viviani          |
| 7 fév.       | 2e étape de Colombia Oro y Paz                           | Colombie            | 2.1    | Fernando Gaviria      |
| 8 fév.       | 3e étape de Colombia Oro y Paz                           | Colombie            | 2.1    | Fernando Gaviria      |
| 9 fév.       | 4e étape de Colombia Oro y Paz                           | Colombie            | 2.1    | Julian Alaphilippe    |
| 10 fév.      | 5e étape du Dubaï Tour                                   | Émirats arabes unis | 2.HC   | Elia Viviani          |
| 10 fév.      | Classement général du Dubaï Tour                         | Émirats arabes unis | 2.HC   | Elia Viviani          |
| 22 fév.      | 2e étape du Tour d'Abou Dabi                             | Émirats arabes unis | 2.UWT  | Elia Viviani          |
| 27 fév.      | Le Samyn                                                 | Belgique            | 1.1    | Niki Terpstra         |
| 4 mars       | À travers la Flandre-Occidentale-Johan Museeuw Classique | Belgique            | 1.1    | Rémi Cavagna          |
| 14 mars      | Nokere Koerse                                            | Belgique            | 1.HC   | Fabio Jakobsen        |
| 16 mars      | Handzame Classic                                         | Belgique            | 1.HC   | Álvaro Hodeg          |
| 19 mars      | 1re étape du Tour de Catalogne                           | Espagne             | 2.UWT  | Álvaro Hodeg          |
| 21 mars      | Trois Jours de Bruges-La Panne                           | Belgique            | 1.HC   | Elia Viviani          |
| 23 mars      | Grand Prix E3                                            | Belgique            | 1.UWT  | Niki Terpstra         |
| 24 mars      | 6e étape du Tour de Catalogne                            | Espagne             | 2.UWT  | Maximilian Schachmann |
| 28 mars      | À travers les Flandres                                   | Belgique            | 1.UWT  | Yves Lampaert         |
| 1 avr.       | Tour des Flandres                                        | Belgique            | 1.UWT  | Niki Terpstra         |
| 2 avr.       | 1re étape du Tour du Pays basque                         | Espagne             | 2.UWT  | Julian Alaphilippe    |
| 3 avr.       | 2e étape du Tour du Pays basque                          | Espagne             | 2.UWT  | Julian Alaphilippe    |
| 4 avr.       | Grand Prix de l'Escaut                                   | Belgique            | 1.HC   | Fabio Jakobsen        |
| 7 avr.       | 6e étape du Tour du Pays basque                          | Espagne             | 2.UWT  | Enric Mas             |
| 18 avr.      | Flèche wallonne                                          | Belgique            | 1.UWT  | Julian Alaphilippe    |
| 22 avr.      | Liège-Bastogne-Liège                                     | Belgique            | 1.UWT  | Bob Jungels           |
| 5 mai        | 2e étape du Tour d'Italie                                | Israël              | 2.UWT  | Elia Viviani          |
| 6 mai        | 3e étape du Tour d'Italie                                | Israël              | 2.UWT  | Elia Viviani          |
| 13 mai       | 1re étape du Tour de Californie                          | États-Unis          | 2.UWT  | Fernando Gaviria      |
| 17 mai       | 5e étape du Tour de Californie                           | États-Unis          | 2.UWT  | Fernando Gaviria      |
| 18 mai       | 13e étape du Tour d'Italie                               | Italie              | 2.UWT  | Elia Viviani          |
| 19 mai       | 7e étape du Tour de Californie                           | États-Unis          | 2.UWT  | Fernando Gaviria      |
| 22 mai       | 1re étape du Tour des Fjords                             | Norvège             | 2.HC   | Fabio Jakobsen        |
| 23 mai       | 17e étape du Tour d'Italie                               | Italie              | 2.UWT  | Elia Viviani          |
| 24 mai       | 18e étape du Tour d'Italie                               | Italie              | 2.UWT  | Maximilian Schachmann |
| 3 juin       | Hammer Sportzone Limburg                                 | Pays-Bas            | 2.1    | Quick-Step Floors     |
| 7 juin       | 4e étape du Critérium du Dauphiné 2018                   | France              | 2.UWT  | Julian Alaphilippe    |
| 20 juin      | 1re étape de l'Adriatica Ionica Race                     | Italie              | 2.1    | Quick-Step Floors     |
| 21 juin      | 2e étape de l'Adriatica Ionica Race                      | Italie              | 2.1    | Elia Viviani          |
| 23 juin      | 4e étape de l'Adriatica Ionica Race                      | Italie              | 2.1    | Elia Viviani          |
| 24 juin      | 5e étape de l'Adriatica Ionica Race                      | Italie              | 2.1    | Elia Viviani          |
| 24 juin      | Championnat de Belgique sur route                        | Belgique            | CN     | Yves Lampaert         |
| 28 juin      | Championnat du Luxembourg du contre-la-montre            | Luxembourg          | CN     | Bob Jungels           |
| 30 juin      | Championnat d'Italie sur route                           | Italie              | CN     | Elia Viviani          |
| 1 juill.     | Championnat du Danemark sur route                        | Danemark            | CN     | Michael Mørkøv        |
| 1 juill.     | Championnat du Luxembourg sur route                      | Luxembourg          | CN     | Bob Jungels           |
| 7 juill.     | 1re étape du Tour de France                              | France              | 2.UWT  | Fernando Gaviria      |
| 10 juill.    | 4e étape du Tour de France                               | France              | 2.UWT  | Fernando Gaviria      |
| 17 juill.    | 10e étape du Tour de France                              | France              | 2.UWT  | Julian Alaphilippe    |
| 24 juill.    | 16e étape du Tour de France                              | France              | 2.UWT  | Julian Alaphilippe    |
| 4 août       | Classique de Saint-Sébastien                             | Espagne             | 1.UWT  | Julian Alaphilippe    |
| 6 août       | 3e étape du Tour de Pologne                              | Pologne             | 2.UWT  | Álvaro Hodeg          |
| 13 août      | 1re étape du BinckBank Tour                              | Belgique            | 2.UWT  | Fabio Jakobsen        |
| 19 août      | EuroEyes Cyclassics                                      | Allemagne           | 1.UWT  | Elia Viviani          |
| 23 août      | 1re étape du Tour d'Allemagne                            | Allemagne           | 2.1    | Álvaro Hodeg          |
| 24 août      | 2e étape du Tour d'Allemagne                             | Allemagne           | 2.1    | Maximilian Schachmann |
| 27 août      | 3e étape du Tour d'Espagne                               | Espagne             | 2.UWT  | Elia Viviani          |
| 4 septembre  | 10e étape du Tour d'Espagne                              | Espagne             | 2.UWT  | Elia Viviani          |
| 4 septembre  | 3e étape du Tour de Grande-Bretagne                      | Royaume-Uni         | 2.HC   | Julian Alaphilippe    |
| 9 septembre  | Classement général du Tour de Grande-Bretagne            | Royaume-Uni         | 2.HC   | Julian Alaphilippe    |
| 12 septembre | Prologue du Tour de Slovaquie                            | Slovaquie           | 2.1    | Bob Jungels           |
| 13 septembre | 1re étape du Tour de Slovaquie                           | Slovaquie           | 2.1    | Julian Alaphilippe    |
| 15 septembre | 20e étape du Tour d'Espagne                              | Espagne             | WT     | Enric Mas             |
| 16 septembre | 21e étape du Tour d'Espagne                              | Espagne             | WT     | Elia Viviani          |
| 16 septembre | 4e étape du Tour de Slovaquie                            | Slovaquie           | 2.1    | Fabio Jakobsen        |
| 16 septembre | Classement général du Tour de Slovaquie                  | Slovaquie           | 2.1    | Julian Alaphilippe    |
| 23 septembre | Grand Prix d'Isbergues                                   | France              | 1.1    | Philippe Gilbert      |
| 23 septembre | Championnat du monde du contre-la-montre par équipes     | Autriche            | CM     | Quick-Step Floors     |
| 9 octobre    | 1re étape du Tour de Turquie                             | Turquie             | 2.UWT  | Maximiliano Richeze   |
| 13 octobre   | 5e étape du Tour de Turquie                              | Turquie             | 2.UWT  | Álvaro Hodeg          |
| 18 octobre   | 3e étape du Tour du Guangxi                              | Chine               | 2.UWT  | Fabio Jakobsen        |
| 21 octobre   | 6e étape du Tour du Guangxi                              | Chine               | 2.UWT  | Fabio Jakobsen        |

### Résultats sur les courses majeures
Les tableaux suivants représentent les résultats de l'équipe dans les principales courses du calendrier international (les cinq classiques majeures et les trois grands tours). Pour chaque épreuve est indiqué le meilleur coureur de l'équipe, son classement ainsi que les accessits glanés par Quick-Step Floors sur les courses de trois semaines.

#### Classiques
| Classique            | Milan-San Remo     | Tour des Flandres   | Paris-Roubaix      | Liège-Bastogne-Liège | Tour de Lombardie  |
| -------------------- | ------------------ | ------------------- | ------------------ | -------------------- | ------------------ |
| Coureur (classement) | Elia Viviani (19e) | Niki Terpstra (1er) | Niki Terpstra (3e) | Bob Jungels (1er)    | Pieter Serry (24e) |

#### Grands tours
| Grand tour           | Tour d'Italie                                                                                        | Tour de France | Tour d'Espagne                                     |
| -------------------- | --- | --- | -------------------------------------------------- |
| Coureur (classement) | Maximilian Schachmann (31e)                                                                          | Bob Jungels (11e)                                                                                                   | Enric Mas (2e)                                     |
| Accessits            | 5 victoires d'étapes (Elia Viviani (4), Maximilian Schachmann), classement par points (Elia Viviani) | 4 victoires d'étapes (Fernando Gaviria (2), Julian Alaphilippe (2)), Grand Prix de la montagne (Julian Alaphilippe) | 4 victoires d'étapes (Elia Viviani (3), Enric Mas) |